# Aeropuerto Central Ciudad Real
Aeropuerto Central Ciudad Real, voorheen bekend als Don Quijote Airport en South Madrid Airport, is een buiten gebruik gestelde luchthaven ten zuiden van Ciudad Real in Spanje. De luchthaven heeft, na Torrejon de Ardes, de langste start- en landingsbaan van Spanje.
Het is de enige internationale luchthaven van Spanje die in privéhanden is. De aanleg van de luchthaven startte in 2006, en kostte ruim 1 miljard euro. De luchthaven opende in 2008 maar moest in 2010 alweer sluiten vanwege gebrek aan passagiers. Eind 2013 is de luchthaven te koop aangeboden.
Een bod van het Chinese Tzaneen International ter hoogte van 10.000 euro met toezegging nog 100 miljoen te investeren in herstelwerkzaamheden werd door de rechtbank afgekeurd. Later is de luchthaven voor 56,2 miljoen euro verkocht aan Ciudad Real International Airport.

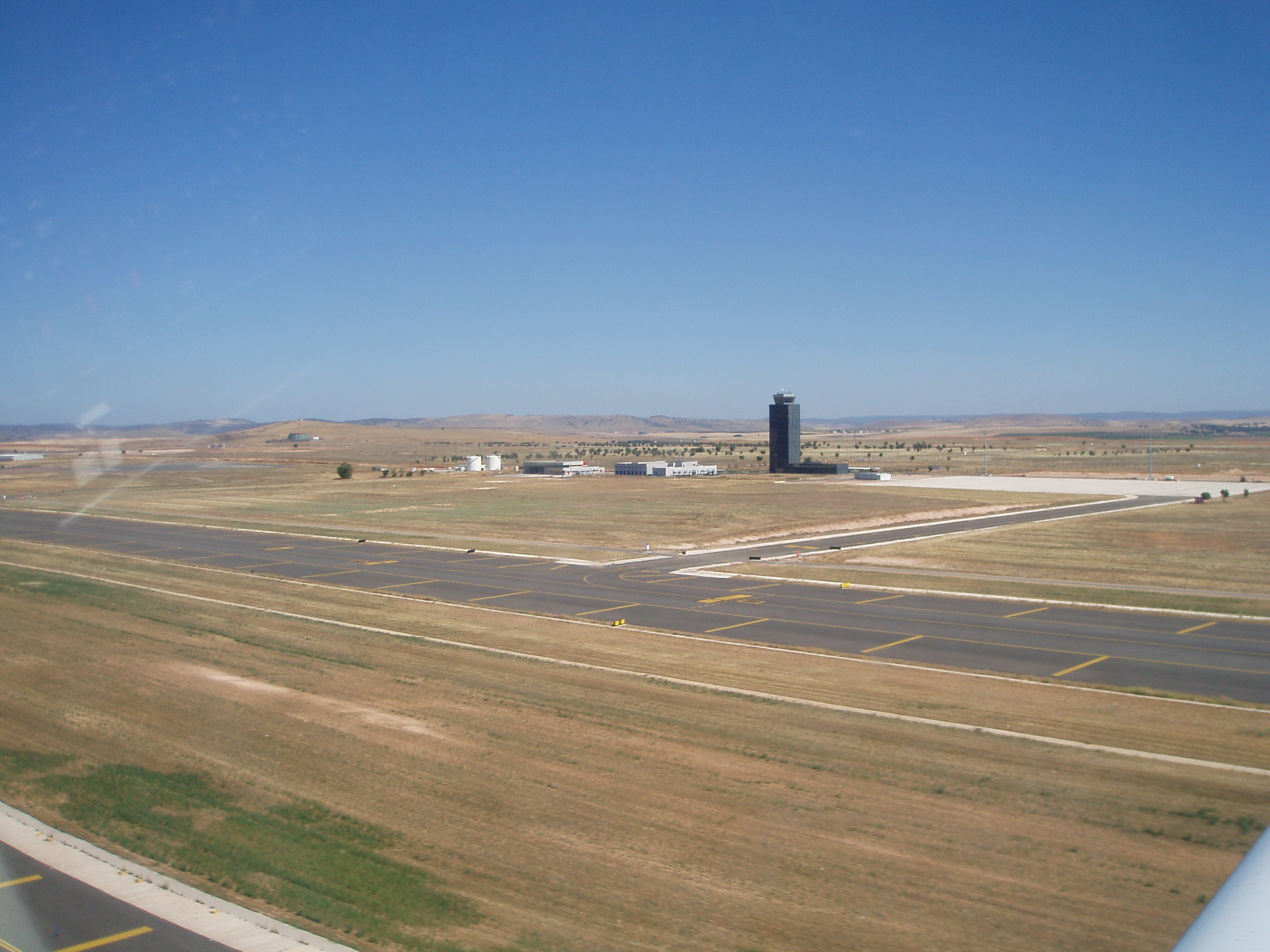
Taxibaan en toren